# Beaulieu (metrostation)
Beaulieu is een station van de Brusselse metro, gelegen in de gemeente Oudergem. Het station werd vernoemd naar de Oostenrijks generaal van Belgische afkomst Jean-Pierre de Beaulieu.

## Geschiedenis
Station Beaulieu werd geopend op 20 september 1976 als toenmalige eindpunt van de zuidelijke tak van metrolijn 1 tussen De Brouckère en Tomberg / Beaulieu. Minder dan een jaar later, op 7 juni 1977, werd lijn 1 met één station verlengd tot Demey. Sinds de hervorming van het metronet in 2009 wordt dit station bediend door metrolijn 5.

## Situering
Het bovengrondse metrostation bevindt zich in de middenberm van een autosnelweg, parallel aan de Beaulieulaan. De snelweg en de metrolijn volgen hier voor een kort stukje de bedding van de voormalige spoorlijn 160. De toegang tot het bovengrondse metrostation bevindt zich op een viaduct boven de sporen. Daglicht dringt door tot de overdekte perrons via enkele ramen in de geschakelde zijwanden.
Aan de uitgang van het station bevindt zich het eindpunt van buslijn 17 naar Heiligenborre. In het verlengde van de Beaulieulaan staat de halte van buslijn 71, dat enkel richting De Brouckère bedient wordt.

## Kunst
In tegenstelling tot de meerderheid van de stations van de Brusselse metro, is er in Beaulieu geen kunst te bespeuren. In kunstgids van de MIVB wordt ook niet verwezen naar dit station.

## Afbeeldingen

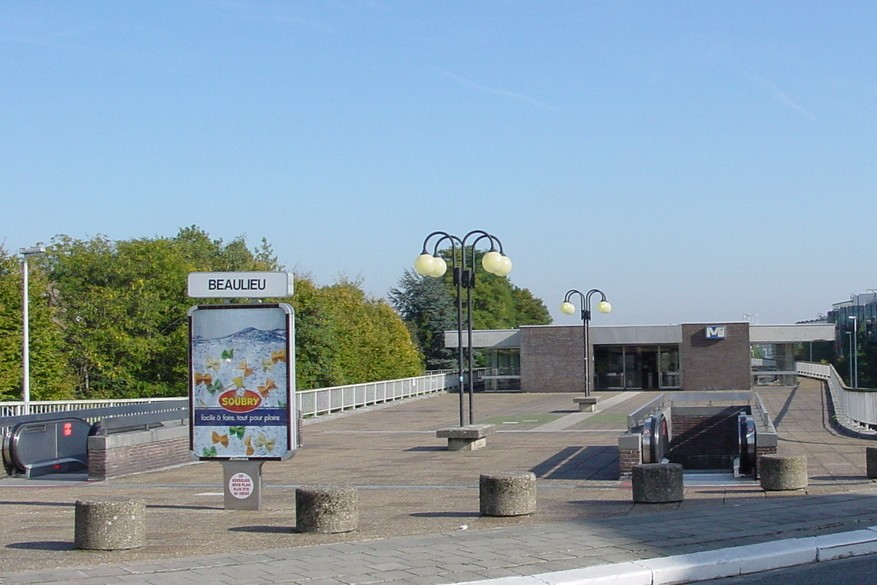
Uitgang van het station.